# Saint-Jean-de-Livet
Saint-Jean-de-Livet – miejscowość i gmina we Francji, w regionie Normandia, w departamencie Calvados.
Według danych na rok 1990 gminę zamieszkiwało 231 osób, a gęstość zaludnienia wynosiła 67 osób/km² (wśród 1815 gmin Dolnej Normandii Saint-Jean-de-Livet plasuje się na 658. miejscu pod względem liczby ludności, natomiast pod względem powierzchni na miejscu 1014.).